# 彌生町 (中野區)
彌生町（日语：／ Yayoichō */?）是東京都中野區的町名。現行行政地名為彌生町一丁目至彌生町六丁目。已實施住居表示。2013年10月1日為止的人口有21,351人。郵遞區號為164-0013。

## 地理
位於中野區南部。町域東鄰澀谷區本町與新宿區西新宿。南與澀谷區本町、中野區南台之間大略以方南通為界。北與中野區本町、杉並區和田之間以神田川、善福寺川為界。善福寺川在町域內與神田川匯流。西鄰杉並區方南。
町內主要為住宅區。因屬於「木賃帶」（木賃ベルト地帯）一部分，公寓林立，年輕獨居住戶眾多。彌生町內有丸之內線中野新橋站與中野富士見町站。此外，鄰接中野富士見町站的東京地下鐵中野檢車區也在彌生町。

## 歷史

### 地名由來
因此地曾發現彌生時代的遺跡而得名。

### 新舊町名對照
1967年6月1日實施住居表示。
- 彌生町一丁目：本鄉通一丁目、向台町、榮町通一丁目一部分
- 彌生町二丁目：本鄉通二丁目、本鄉通三丁目
- 彌生町三丁目：神明町一部分、榮町通一丁目一部分、川島町一部分
- 彌生町四丁目：榮町通二丁目一部分、川島町一部分、神明町一部分
- 彌生町五丁目：富士見町、本鄉通三丁目、廣町一部分、榮町通二丁目一部分、榮町通三丁目一部分
- 彌生町六丁目：廣町一部分、榮町通三丁目一部分

## 交通

### 鐵路
- 中野新橋站、中野富士見町站
  - 東京地下鐵丸之內線－往中野坂上、往池袋、往方南町

### 巴士
京王巴士
設置京王巴士東中野營業所。
- 「彌生町一丁目」巴士站
  - 澀64系統－往中野站、往澀谷站
- 「彌生町二丁目」巴士站
- 「中野車庫（日语：京王バス東・中野営業所）」巴士站
  - 澀63系統－往中野站南口、往澀谷站
  - 宿45系統－往中野站南口
  - 宿41、宿45系統－往新宿站西口
  - 中71系統－往永福町車庫（日语：京王バス東・永福町営業所）、往中野站南口
- 「富士高校」巴士站
  - 澀63系統－往中野站、往澀谷站
  - 宿41、宿45系統－往中野車庫、往新宿站西口
- 「彌生町三丁目」巴士站，「東大附屬」巴士站
  - 宿32系統－往佼成會聖堂、往新宿站西口
  - 宿33系統－往永福町車庫、往新宿站西口
- 「南台交差點」巴士站
  - 澀63系統－往中野站、往澀谷站
  - 宿32系統－往佼成會聖堂、往新宿站西口
  - 宿33系統－往永福町車庫、往新宿站西口
  - 宿41系統－往中野車庫、往新宿站西口
  - 宿45系統－往中野站、往新宿站西口
- 「多田小學校」巴士站
  - 宿32系統－往佼成會聖堂、往新宿站西口
  - 宿33系統－往永福町車庫、往新宿站西口
- 「榮橋」巴士站
  - 宿33系統－往永福町車庫、往新宿站西口

### 道路
- 東京都道317號環狀六號線（山手通）
- 東京都道420號鮫洲大山線（日语：東京都道420号鮫洲大山線）（中野通）
- 方南通（日语：方南通り）

## 設施

### 彌生町一丁目
- 中野區立向台小學校（日语：中野区立向台小学校）
- 中野彌生郵便局
- 京都伏見稻荷大社東京靜思支部
- 中野區彌生地域中心
- 中野區立彌生兒童館
- 專門學校東京播音學院（日语：専門学校東京アナウンス学院）
- CECIL McBEE（日语：セシルマクビー）本社
- 宮園自動車（日语：宮園自動車）中野營業所

### 彌生町二丁目
- minedrug（ミネドラッグ）
- Sunday Mart（日语：マルエツ）（サンデーマート）彌生町店
- 科樂美運動俱樂部（日语：コナミスポーツ%26ライフ）（コナミスポーツクラブ）中野富士見町
- Super Tsukasa（スーパーつかさ）
- 摩斯漢堡中野富士見町店
- X-nauts（日语：クロスノーツ）本社
- 中野區立中野保育園
- 中野區立本鄉保育園
- 藤神稻荷
- 本砂寺

### 彌生町三丁目
- 川島町遺跡
- Olympic（日语：オリンピック (企業)）中野彌生町店

### 彌生町四丁目
- 中野區立中野神明小學校
- 西京信用金庫（日语：西京信用金庫）南中野支店
- 中野區立南中野兒童館
- 駒鳥（こまどり）幼稚園
- 正藏院
- Jonathan's（日语：ジョナサン (ファミリーレストラン)）中野彌生町店
- ENEOS（エネオス）中野通SS

### 彌生町五丁目
- 立正佼成會附屬佼成醫院（日语：立正佼成会附属佼成病院）（東京都災害據點醫院（日语：東京都災害拠点病院））
- 東京都立富士高等學校、附屬中學校（日语：東京都立富士高等学校・附属中学校）
- 中野區立中野富士見中學校（日语：中野区立南中野中学校）
- 東京地下鐵中野檢車區（日语：中野車両基地）
- 中野區立彌生保育園
- SECOM技術服務（日语：セコムテクノサービス）
- 警視廳中野警察署（日语：中野警察署 (東京都)）南台交番

### 彌生町六丁目
- 國家公務員彌生宿舍
- 南中野高爾夫中心

## 備註
1. ↑  .   [2013-10-07]. （原始内容存档于2015-06-10）.

## 外部連結
- 中野區 （页面存档备份，存于）